# Elaphropeza melanderi
Elaphropeza melanderi är en tvåvingeart som beskrevs av Igor Shamshev 2007. Elaphropeza melanderi ingår i släktet Elaphropeza och familjen puckeldansflugor.
Artens utbredningsområde är Singapore. Inga underarter finns listade i Catalogue of Life.